# 대만야구위키
대만야구위키(중국어: 臺灣棒球維基館) 또는 위키베이스볼(WikiBaseball)은 대만의 야구 웹사이트이다. 2005년 4월 14일에 제작되었다. 주요 콘텐츠는 대만 야구의 인물, 행사, 시간, 장소, 상품이다.
대만야구위키는 미디어위키 소프트웨어에서 실행된다. 자원봉사자들이 함께 작성한 글이다. 특집 기사 외에도 모든 콘텐츠는 CC-BY-NC에서 볼 수 있다.
왜냐하면 많은 사람들이 이 웹사이트를 탐색하고 있기 때문이다. 연합보, 민간 전민 텔레비전 공사 및 일부 대만 언론은 2006년 3월에 대만 사람들에게 이 웹사이트를 소개했다. 몇 달 후 대만야구위키는 대만 야구 협회와 협력하여 이들의 유물을 디지털화했다. 또한 두 명의 대만야구위키 기고자가 자유시보에 기고했으며 2007년 3월 유온라인(Uonline) 기자와 인터뷰했다.

## 같이 보기
- 위키 목록
- 자유 저작물
- UCC